# Pałac Sandreckich
Pałac Sandreckich – zbudowany w 1598 roku pałac z cegły znajdujący się na terenie Bielawy, obok Parku Miejskiego.

## Historia
Wzniesiony został przez dawnego feudalnego właściciela Bielawy i Ostroszowic, Joachima von Netz w 1598 roku. Budowla wzniesiona w formie późnego renesansu, miała charakter dworu obronnego. W 1672 roku dwór został przekazany pani Barbarze Sandreczky z domu Gellhor Sandreczki. W 1737 roku zamek strawił pożar. W 1739 baron Sandreczki odbudował dwór pozostawiając wiele elementów architektonicznych starego dworu. Ostatnim właścicielem dworu był hrabia Friedrich von Seidlitz-Sandretzky, który w 1928 roku przeprowadza się do Roztocznika. W 1930 roku dwór nabyło miasto przenosząc do budynku 2 szkoły zawodowe. 
Po wybuchu II wojny światowej w budynek zaadaptowano na szpital polowy (Reservelazarett). 

### Po 1945
Po zakończeni wojny, od 1946 w zamku swoją siedzibę miała Szkoła Przysposobienia Zawodowego; od 1956 roku Szkoła Specjalna. W 1990 na tym terenie zaczęła się działalności Specjalnego Ośrodka Szkolno-Wychowawczego, Szkołą Podstawową nr 2, Gimnazjum nr 4 oraz Zasadniczej Szkoły Zawodowej nr 1. Placówka działała do 2013 roku.
4 listopada 2020 roku Pałac Sandreckich został sprzedany za 751 890 złoty przez zewnętrznego inwestora.